# 말메디 학살

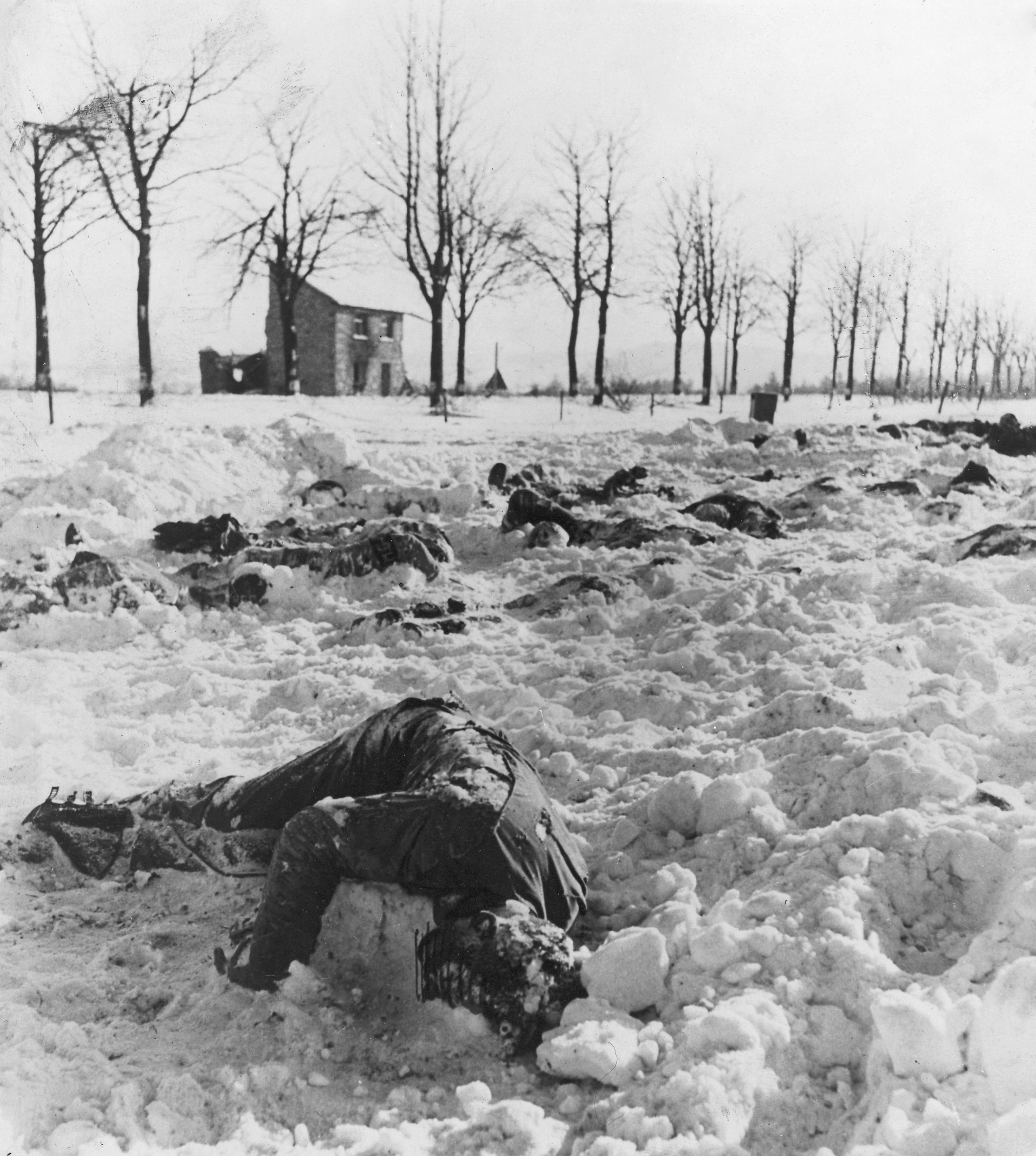

말메디 학살(영어: Malmedy massacre)은 1944년 12월 독일군이 말메디에서 미군 포로 80여 명을 학살한 전쟁 범죄이다.

## 동기 및 경과
2차 세계대전의 치열한 전투 중 하나인 벌지 전투 중 무장친위대 SS의 요아힘 파이퍼 대령이 이끄는 독일군은 연합군의 항공전력이 출격하기 전에 교두보를 확보하기 위해 빠른 진격이 필요한 상황이었다. 전투 중에 말메디 근방에서 120여명의 미군 제7기갑사단 병사들을 포로로 잡게되었으나 본인들의 진격에 방해가 된다는 판단 하에 1944년 12월 17일 84명의 미군을 사살한다. 사살당한 아군 포로들의 시신이 발견되면서 이 소식은 순식간에 미군 측에 퍼지게 되었고 미군은 독일군에 대한 전투의지를 더욱 불태우게 된다.
이 말메디 학살의 결과, 미군들이 벌지전투에서 패배하여 항복한 독일군을 사살하는 슈노뉴 학살이 일어나게 된다.

## 같이 보기
- 슈노뉴 학살